# ابن حيون
النعمان بن محمد  (توفي 363 هـ / 974 م) هو فقيه إسماعيلي، من أهل القيروان، من أركان الدعوة للفاطميين ومذهبهم بمصر.
هو النعمان بن محمد بن منصور بن أحمد بن حيون التميمي، ويقال له القاضي النعمان، واشتهر بأبي حنيفة كي يضاهي به الفاطميون أبا حنيفة النعمان فقيه الدولة العباسية. تفقه بمذهب المالكية، ومؤسس الفقه الإسماعيلي الفاطمي، قدم مع المعز إلى مصر سنة 362 هـ، وهو كبير قضاته. وتوفي بها. وصفه الذهبي بـ «العلامة المارق». وقال ابن حجر: في كتبه ما يدل على انحلال عقيدته.
عاش في النصف الأول من القرن الرابع من الهجرة (القرن العاشر الميلادي) ولا نعرف سنة ميلاده، وإن كان هناك ما يرجح أنه ولد في أواخر سنى القرن الثالث للهجرة، وتوفى بالقاهرة في 29 من جمادى الثانية سنة 363 ه‍ (27 مارس سنة 974 م)، وصلى عليه الامام المعز لدين الله.
ويعرف في تاريخ أدب الدعوة الإسماعيلية، المستعلية بسيدنا قاضى القضاة وداعي الدعاة النعمان بن محمد، وقد يختصر المؤرخون فيقولون «القاضي النعمان» تمييزا له عن صاحب المذهب الحنفي، ويطلق عليه ابن خلكان ومؤلفو الشيعة الإثني عشرية (أبا حنيفة الشيعي). خدم المهدى بالله مؤسس الدولة الفاطمية التسع السنوات الأخيرة من حكمه، ثم ولى قضاء أطرابلس في عهد القائم بأمر الله الخليفة الثاني للفاطميين، وفى عهد الخليفة الثالث المنصور بالله عين قاضيا للمنصورية، ووصل إلى أعلى المراتب في عهد المعز لدين الله الخليفة الفاطمي الرابع، إذ رفعه إلى مرتبة قاضى القضاة وداعي الدعاة.
كان القاضي النعمان رجلا ذا مواهب عديدة، غزير العلم، واسع المعرفة، باحثا محققا، مكثرا في التأليف، عادلا في أحكامه.
تمتع بثقة إمامه المعز لدين الله جعله الامام مستشارا قضائيا له، وساعد إمامه في المسائل الخاصة بالدعوة، فقد وضع أسس القانون الفاطمي، وينظر إليه بحق على أنه المشرع الأكبر للفاطميين. يقول رواة الفاطميين: إنه لم يؤلف شيئا دون الرجوع إلى أئمة عصره، ويعتبر أقوم كتبه «كتاب دعائم الإسلام» أنه من عمل المعز نفسه، وليس من عمل قاضيه الأكبر

## آثاره
من آثاره:
- «دعائم الإسلام» وهو الكتاب الأساسي في الفقه الإسماعيلي.
- «تأويل الدعائم» - وقد قسم إلى اثني عشر جزءا، ويعطي تفسيرا باطنيا للجزء الأول من الكتاب الدعائم.[8]
- «اختلاف أصول المذاهب».
- «أساس التأويل الباطن».
- «الاقتصار».[6]
- «مختصر الآثار في ما وري عن الأئمة الأطهار».[9]
- «رسالة ذات البيان (في الرد على ابن قتيبة) وكتاب عيون المعارف».[10]
- «الرسالة المذهبية في العقائد الإسماعيلية».
- «شرح الأخبار في فضائل الأئمة الأطهار».
- «أجوبة القاضي النعمان بن محمد عن مسائل سأله عنها الخطاب بن وسيم».[11]
- «كتاب فيه الرد على أحمد بن سُرَيج البغدادي».[12]
- «المجالس والمسايرات».[13]
- «كتاب التوحید».